# 九顶草
九顶草（学名：Enneapogon borealis）为禾本科九顶草属下的一个种。